# 光叶美登木
光叶美登木（学名：Maytenus garanbiensis）为卫矛科美登木属下的一个种。

## 扩展阅读
- 維基物種上的相關：光叶美登木